# Peter Wright (regatista)
Peter Wright es un deportista estadounidense que compitió en vela en la clase Star. Ganó tres medallas en el Campeonato Mundial de Star entre los años 1975 y 1981, y una medalla en el Campeonato Europeo de Star de 1983.

## Palmarés internacional
| Campeonato Mundial | Campeonato Mundial             | Campeonato Mundial | Campeonato Mundial |
| Año                | Lugar                          | Medalla            | Clase              |
| ------------------ | ------------------------------ | ------------------ | ------------------ |
| 1975               | Lago Míchigan (Estados Unidos) | Medalla de bronce  | Star               |
| 1979               | Marstrand (Suecia)             | Medalla de bronce  | Star               |
| 1981               | Marblehead (Estados Unidos)    | Medalla de plata   | Star               |
| Campeonato Europeo |                                |                    |                    |
| Año                | Lugar                          | Medalla            | Clase              |
| 1983               | Kiel (RFA)                     | Medalla de bronce  | Star               |

1. ↑  En algunas ediciones del Campeonato Europeo se permitió la participación de regatistas de otros continentes.